# Nemoria mimosaria
Nemoria mimosaria är en fjärilsart som beskrevs av Achille Guenée 1857. Nemoria mimosaria ingår i släktet Nemoria och familjen mätare. Inga underarter finns listade i Catalogue of Life.